# Георг Лудвиг фон Рор
Георг Лудвиг фон Рор (на немски: Georg Ludwig von Rohr; * 15 ноември 1678 в имение Трамниц; † 14 януари 1746 в Трамниц в Бранденбург) е благородник от стария род Рор, наследствен господар на Трамниц в област Рупин в Бранденбург.
Той е вторият син (от седем сина) на Клаус Албрехт фон Рор (1615 – 1684) и втората му съпруга Елизабет фон дер Хаген (1642 – 1726), дъщеря на Томас фон дер Хаген (1598 – 1658) и Барбара фон дер Гроебен († 1653). Баща му е господар в Трамниц, на част от Триплатц и 1/8 Брун. Брат е на Томас Албрехт фон Рор (1661 – 1735/1736) и Клаус Ернст фон Рор (1673 – 1735).
Георг Лудвиг фон Рор наследява имението Трамниц в Бранденбург.

## Фамилия
Георг Лудвиг фон Рор се жени на 10 юни 1713 г. за София фон Бредов (* 12 октомври 1690, Зенцке; † 16 септември 1728, Брюн), сестра на пруския генерал-лейтенант Азмуз Еренрайх фон Бредов (1693 – 1756), дъщеря на Азмуз Еренрайх фон Бредов Стари (1646 – 1705) и Катарина Мария фон Брист (1659 – 1708). Те имат два сина и две дъщери:
- Георг Лудвиг фон Рор (* 10 август 1718, Брюн; † 1764, Кьонигсберг, Прусия), неженен
- Албрехт Ерентрайх фон Рор (* 22 декември 1720, имение Трамниц; † 20 ноември 1800, Магдебург), кралски пруски генерал-майор, женен на 10 април 1766 г. в Магдебург за Агнес София Августа фон Алвенслебен (* 3 март 1743, Изеншнибе; † 21 март 1806, Еркслебен)
- Мария София Доротея фон Рор (* 11 маи 1725, Брюн; † 5 юни 1778, Линдов)
- Катарина Елизабет фон Рор (* 13 март 1728, Брюн; † 18 февруари 1763, Линдов)

Георг Лудвиг фон Рор се жени втори път през 1729 г. в Гневиков за Анна Хедвиг фон Цикер († 1763). Бракът е бездетен.